# 권민제
권민제(1990년 11월 19일 ~)는 대한민국의 가수다. 2016년 플라스크 앨범 [Sympathy]로 데뷔했다.

## 방송
- 너의 목소리가 보여 1 (2015) - 노을 편 3라운드 탈락(Top3)
- 불토엔 혼코노 (2018) - Top7(3위)
- 내일은 국민가수 (2021) - Top30(28위)

## 음반
- 그게 나라면 (2016)
- 사랑.. 그게 대체 뭔데 (2018)
- 너를 알아 (2018)
- 2019 KSMF LIVE (2019)
- 꽃길만 걸어요 OST Part 32 (2020)
- 이별, 준비 (2020)
- 누가 뭐래도 OST Part 32 (2021)
- 그래서 나는 안티팬과 결혼했다 OST Part 2 (2021)
- 그래서 나는 안티팬과 결혼했다 OST (2021)
- 국민가수 데스매치 PART1 (2021)

### 플라스크
- Sympathy (2016)
- Oblivion (2018)

## 공연
- 다이아페스티벌 2017 (2017)
- 다이아페스티벌 2018 with 놀꽃 (2018)
- 케이소울 뮤직 페스티벌 (2019)